# Варфоломеева, Наталья Игоревна
Наталья Игоревна Варфоломеева (родилась 16 сентября 1987) — российская спортсменка, бронзовая призёрка Универсиады 2013 года по академической гребле. Чемпионка России 2014 года.

## Биография
Тренируется под руководством Людмилы Георгиевны Орловой.
Участница чемпионата мира мира 2013 года, где российская лёгкая четвёрка без рулевого была 4-й.
Участница шести чемпионатов Европы. В гонке лёгких двоек становилась 5-й (2009), 11-й (2010), 4-й (2011), 7-й (2012) и 6-й (2013). В 2014 году участвовала в гонках лёгких одиночек, где стала 12-й.
Бронзовый призёр Универсиады в Казани в гонке лёгких двоек.
1 июля 2014 года, на столичном гребном канале «Крылатское» прошёл заключительный день чемпионата России по академической гребле.
Представительница Центра спортивной подготовки Новгородской области, воспитанница тренера Людмилы Орловой (КСДЮСШОР «Олимп») Наталья Варфоломеева стала чемпионкой на дистанции 2000 метров в одиночке легкого веса.
Как сообщает областной спортивный департамент, Наталья показала результат 8:52:132, обогнав на 3:36 секунды москвичку Анастасию Лебедеву, ставшую серебряным призёром. На третьем месте — Анастасия Земляникина из Нижегородской области, уступившая лидеру более 10 секунд.
Напомним, 29 июня Наталья Варфоломеева завоевала серебряную медаль в составе экипажа двойки легкого веса в паре с астраханской спортсменкой Ириной Иванниковой.
В октябре 2017 года Федерация гребного спорта России (ФГСР) на основании и во исполнение решения РУСАДА приняла решение о дисквалификации Натальи Варфоломеевой за нарушение антидопинговых правил. Срок дисквалификации спортсменки составляет два года.